# Mesquita Penjant
La Mesquita Penjant és una mesquita a la ciutat d'el Faium, a la governació homònima, a Egipte.
Està damunt de cinc arcades que contenen pintures. Fou construïda el 1375 pel príncep Sulayman ibn Muhàmmad, i té dues escales que porten a la porta principal, decorades amb inscripcions coràniques.
Si bé ha patit diverses reconstruccions, manté el cobriment original de blocs de pedra calcària, amb les seves finestres de reixa de ferro.